# Buffetia retinaculum
Buffetia retinaculum је пуж из реда Stylommatophora и фамилије Helicarionidae. 

## Угроженост
Ова врста се сматра рањивом у погледу угрожености врсте од изумирања.

## Распрострањење
Ареал врсте је ограничен на острво Норфолк.